# Jean Papire Masson

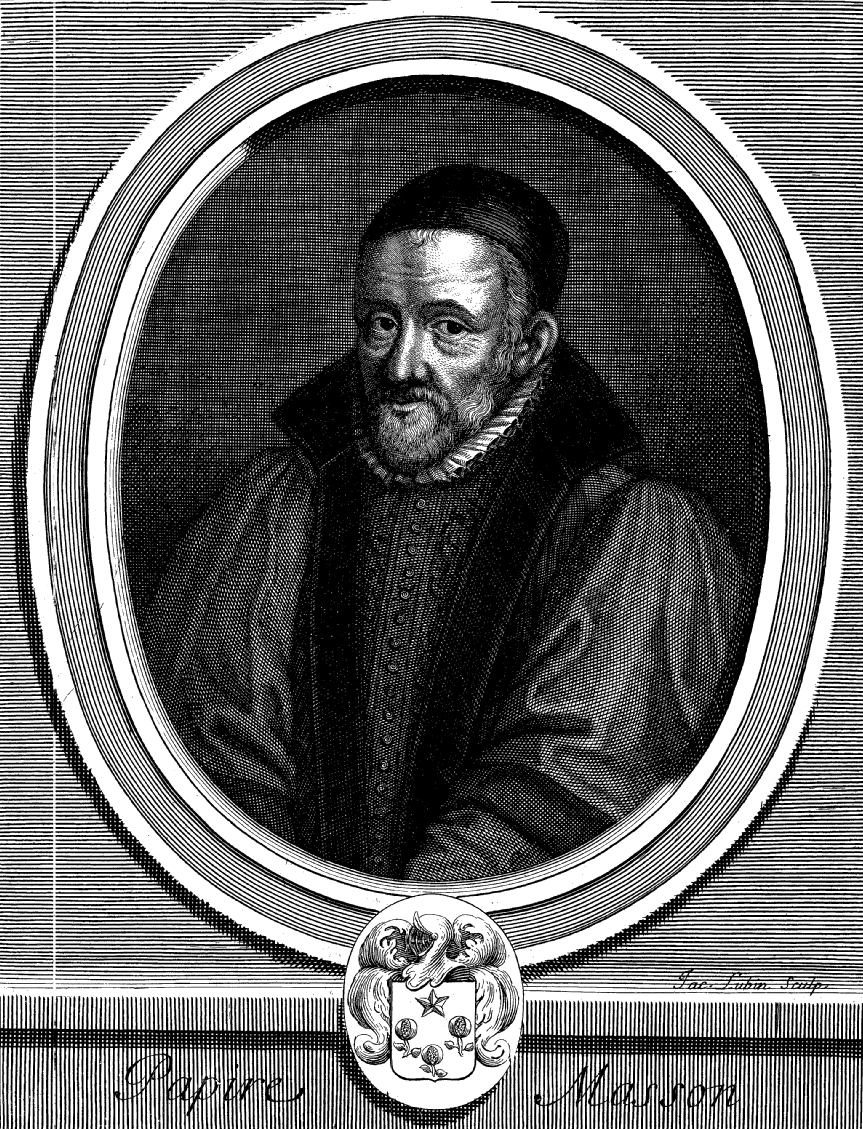
Jean Papire Masson

Jean Papire Masson (auch: Papirius; * 6. Mai 1544 in Saint-Germain-Laval (Loire); † 9. Januar 1611 in Paris) war ein französischer Humanist, Historiker, Geograph und Jurist.
Ursprünglich hieß er Jean, wählte später aber den Vornamen Papire (latinisiert Papirius Massonus). Er hatte einen Bruder, der auch Jean hieß.

## Leben
Masson war ein Kaufmannssohn, der früh seinen Vater verlor. Die Mutter sorgte für eine gute Erziehung in der Obhut seines Onkels, der Kanoniker in Saint-Étienne war. Er besuchte die Schule in Lyon und das Jesuitenkolleg in Billom und war danach in Rom. Er fand allgemeine Anerkennung, als er noch als Student in Gegenwart von anderen Kardinälen eine Leichenpredigt auf einen verstorbenen Kardinal hielt und trat den Jesuiten bei. Im Orden lehrte er dann mehrere Jahre in Rom und Neapel humanistische Studien (Literatur, Philosophie) und nach seiner Rückkehr nach Frankreich in Paris. Um eine Professur am angesehenen Collège du Plessis der Universität Paris anzunehmen, verließ er den Jesuitenorden, was diese ihm aber nicht nachtrugen, da er den Wechsel in seiner Antrittsvorlesung geschickt begründete. 1570 gab er das Unterrichten auf und wandte sich der Juristerei zu. Er studierte Jura in Angers bei François Baudouin (1520–1573; über den er eine Lobrede 1573 veröffentlichte). 1572 war er wieder in Paris, wo er Bibliothekar des Kanzlers Philippe Hurault de Cheverny wurde und 1576 wurde er Anwalt am Parlement von Paris. Er galt als humorvoll, ehrlich und großzügig und hatte Freunde in hohen Positionen, die seine Karriere förderten. Er wurde Referent in der Kanzlei des Parlaments und Substitut des General-Prokurators. Masson wurde im Kloster Les Billets begraben.
Masson gab Editionen mittelalterliche Quellen heraus, unter anderem von Agobard von Lyon (Opera, 1605) und Servatus Lupus und Briefe von Bischof  Leidrad von Lyon, und eigene Werke, darunter eine Kritik der Francogallia von François Hotman (1575, unter dem Pseudonym Antoine Matharel), eine Geschichte Frankreichs (Annalium libri IV quibus res gestae Francorum explicantur a Clodione ad Francisci I obitum, 1578), über den Codex Justinianus und Biographien (Dante Alighieri, Francesco Petrarca, Giovanni Boccaccio, Claude de Guise, François de Guise, Jacques Cujas, Pierre Pithou, Karl IX., Johannes Calvin) und Lobreden (Elogen), die auch gesammelt in zwei Bänden 1643 erschienen. Zedlers Lexikon zählt insgesamt 48 Werke auf.
1618 erschien postum seine Beschreibung der Flüsse Frankreichs (Descriptio Fluminvm Galliae, quae Francia est), von seinem Bruder herausgegeben. Es erlebte 1678 und 1685 Neuauflagen.